# Eparchie Sambir-Drohobyč
Sambirsko-drohobyčská eparchie ((latinsky) Eparchia Samboriensis-Drohobychiensis, (ukrajinsky) Самбірсько-Дрогобицька єпархія Української греко-католицької церкви) je eparchií Ukrajinské řeckokatolické církve se sídlem ve Drohobyči, kde se nachází katedrála Nejsvětější Trojice. Je sufragánní vůči Lvovské ukrajinské archieparchii.

## Historie
Eparchie byla zřízena v roce 1993. Území diecéze bylo vzato z území Lvovské ukrajinské archieparchie, při zřízení byla eparchie stryjská její sufragánní diecézí, ale v letech 2005 - 2011 byla Stryj sufragání k archieparchii kyjevské, pak se vrátila do lvovské provincie.